# Marcelo Djaló
Marcelo Amado Djaló Taritolay (Barcelona, España, 8 de octubre de 1993) es un futbolista hispano-bisauguineano que juega como defensa para el Buriram United F. C. de la Liga de Tailandia y la selección de Guinea-Bisáu.

## Biografía
Nacido el 8 de octubre de 1993 en Barcelona, es hijo de padre bisauguineano y madre argentina.

## Trayectoria
Empezó en la cantera del Real Madrid. En julio de 2012 entrenó con el C. F. Badalona de la Segunda División B firmando por el equipo un mes más tarde.
En el verano de 2013 fue traspasado al Granada C. F., siendo derivado al Granada C. F. "B" de la Segunda División B. El 14 de enero de 2015 hizo su debut en el primer equipo, jugando los 90 minutos de la eliminatoria de octavos de final de la Copa del Rey perdiendo 0-4 contra el Sevilla F. C.

El 11 de julio de 2015 fue cedido por una temporada al Girona F. C. de la Segunda División. En abril de 2016, tras disponer de pocos minutos en el club gerundense, fue cedido hasta el final de temporada al UCAM Murcia Club de Fútbol, para disputar las últimas jornadas y el play-off de ascenso a la Segunda División con el club murciano.
En julio de 2016 el C. D. Lugo anunció su contratación, comprometiéndose por dos temporadas con la entidad rojiblanca, la primera cedido por la Juventus de Turín italiana y la segunda, en propiedad.
Tras fichar por el Fulham F. C. en 2017, la temporada 2018-19 fue cedido al Extremadura Unión Deportiva.
El 27 de agosto de 2019 se hizo oficial su regreso al C. D. Lugo. Firmó un contrato por tres temporadas. El 31 de agosto de 2021, cuando todavía le quedaba un año de contrato, se fue al Boavista F. C. portugués firmando un contrato de un año más otro opcional. Tras dos meses y medio llegó a un acuerdo para la rescisión de su contrato alegando motivos personales y familiares.
No fichó por ningún equipo en lo que quedaba de temporada, y en agosto de 2022 se unió al Hércules C. F. para la campaña 2022-23. La siguiente fichó por el Palencia C. F., equipo que competía en la Tercera Federación.
En julio de 2024 se marchó a Tailandia para jugar en el Buriram United F. C.

## Selección nacional
En febrero de 2010 fue convocado a la selección sub-17 de España. El 8 de junio de 2019 debutó con la selección de Guinea-Bisáu.